# 주간고속도로 제17호선
주간고속도로 제17호선(영어: Interstate 17, I-17)은 미국 남서부 애리조나주 피닉스(Phoenix)부터 애리조나주 플래그스태프(Flagstaff)를 잇는 총 연장 234.58km의 고속도로다. 17호선은 고도가 340m(1117 ft)로 낮은 피닉스 지방과 고도가 2130m(7000 ft)에 달하는 높은 플래그스태프를 연결해 산과 계곡, 언덕을 통과해 기복이 심해 도로 변으로 펼쳐진 멋진 광경을 감상할 수도 있다.
처음 인터체인지의 번호가 1번이 아닌 194번으로 시작해 341번으로 끝난다.

## 같이 보기
- 주간고속도로 제19호선